# Mercedes-Benz Conecto
A Mercedes-Benz Conecto (vagy O345) a német Daimler AG törökországi leányvállalata, a Mercedes-Benz Türk A.S. 2002-től gyártott szóló autóbuszmodellje. A típusnak több szériája létezett, a legelső magas padlós volt, a szólóból 2 vagy 3, a csuklósból pedig 3 vagy 4 ajtós kivitel készülhetett. A következő széria már alacsony padlós volt, Euro 4–5 besorolású dízelmotorokkal. Ettől a szériától kezdve már csak 3 ajtós szólót, és 4 ajtós csuklósat lehetett rendelni. Ugyanebből a szériából, az előzőek után nem sokkal az Euro 6-os verzió is megjelent a piacon.

## Előfordulása Magyarországon
| Üzemeltető     | Conecto | Conecto NG | Összesen |
| -------------- | ------- | ---------- | -------- |
| BKV            | 76      | 125        | 201      |
| DKV            |         | 45         | 45       |
| KeKo           |         | 25         | 25       |
| Volánbusz Zrt. | 45      | 50         | 95       |
| Összesen       | 121     | 245        | 366      |

## Képgaléria

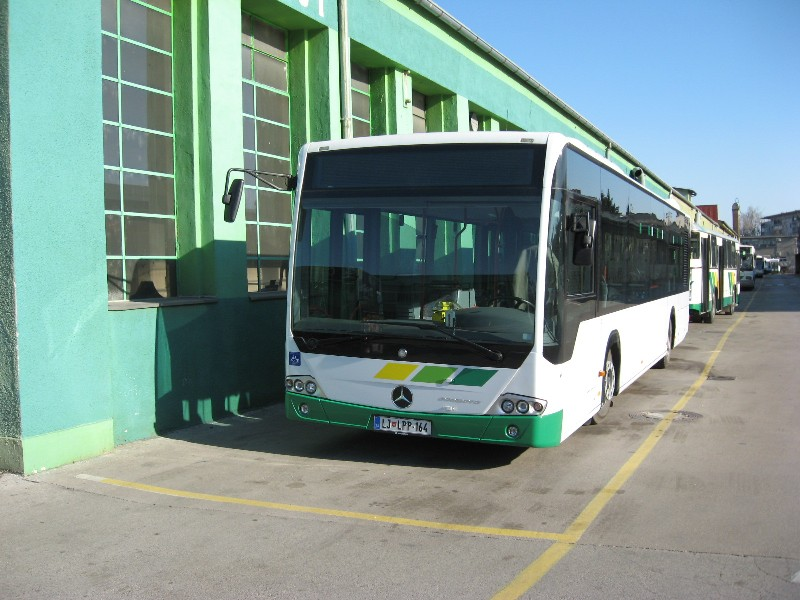
Conecto Szlovéniában
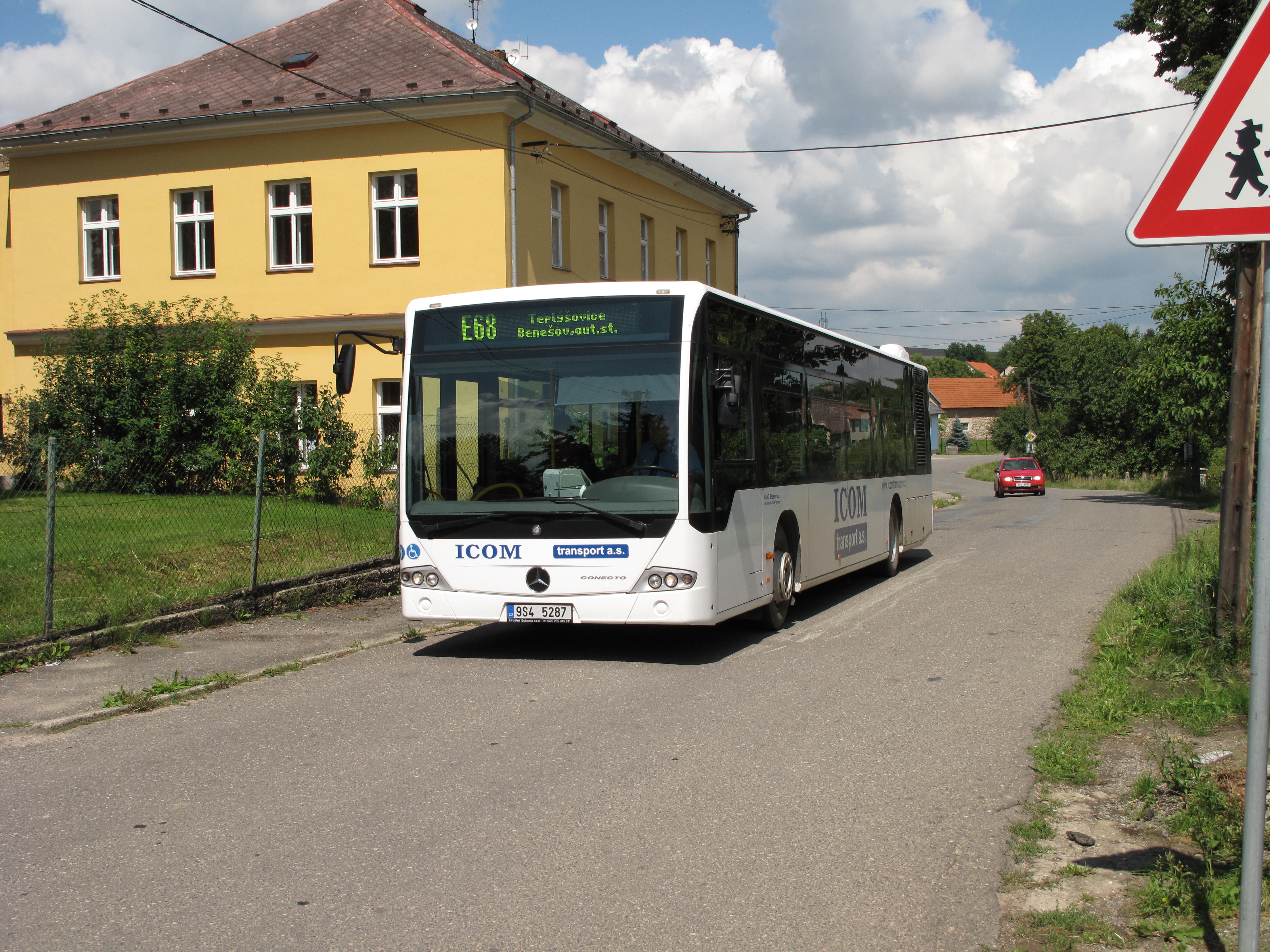
Conecto Csehországban
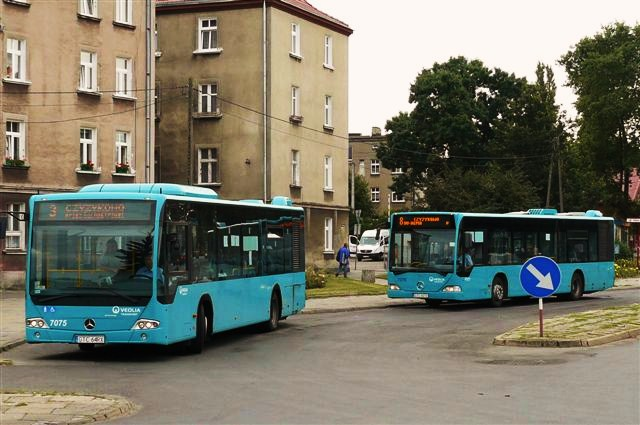
Egy Conecto (bal) és egy Citaro (jobb) Lengyelországban
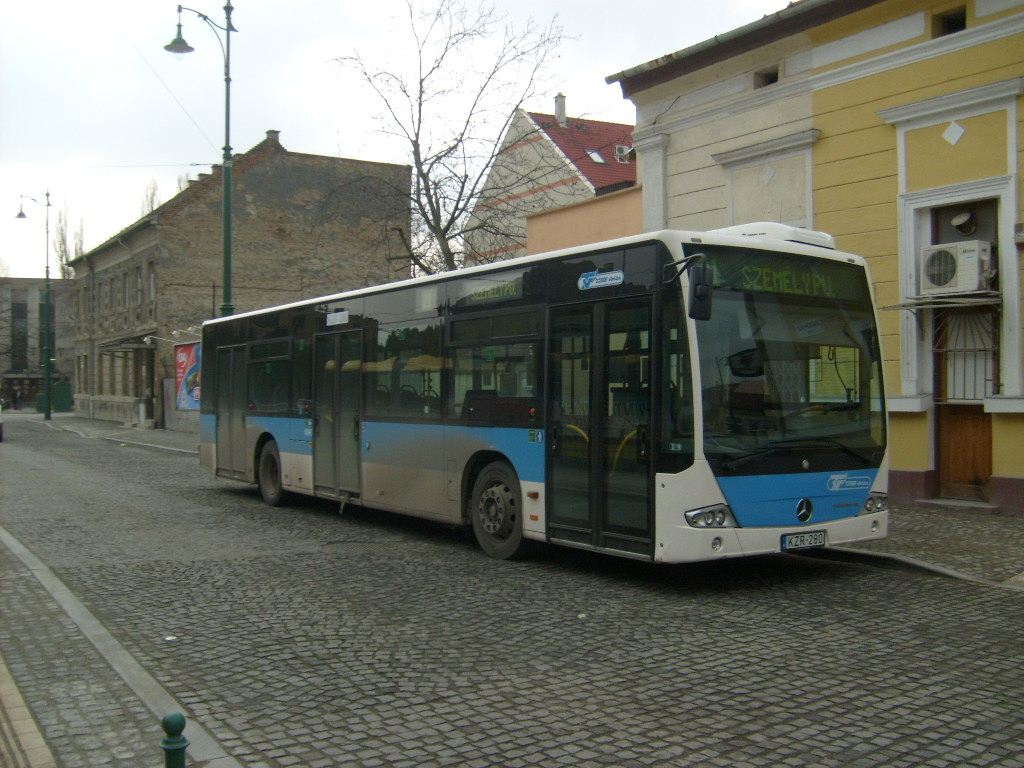
Conecto Szegeden